# Miłość znajdzie cię wszędzie
Miłość znajdzie cię wszędzie (ang. Love Finds You in Sugarcreek) – amerykański film familijny z 2014 roku. Adaptacja powieści Sereny B. Miller. W Polsce emitowany przez TV Trwam.

## Treść
Samotny mężczyzna podróżuje ze swym pięcioletnim synkiem. W pewnym małym miasteczku na amerykańskiej prowincji psuje mu się samochód. Z pomocą przychodzi mu, działająca w okolicy chrześcijańska wspólnota Amiszów, którzy udzielają przybyszowi gościny. Nowym gościem interesuje się miejscowa policjantka, Rachel Troyer, dla której dziwne zachowanie obcego wydaje się podejrzane.

## Główne role
- Sarah Lancaster - Rachel Troyler
- Tom Everett Scott - Joe Matthews
- Thomas Kapanowski - Bobby Matthews
- Kelly McGillis - Bertha Troyler
- Annie Kitral - Lydia Troyler
- Marianna Alacchi - Anna Troyler